# Siderúrgica del Orinoco Alfredo Maneiro
Sidérurgie de l'Orénoque; SIDOR (Siderúrgica del Orinoco Alfredo Maneiro) est la principale aciérie du Venezuela.

## Situation
Ce complexe est situé dans la zone industrielle de Matanzas à Ciudad Guayana, dans l'État de Bolívar, sud-est du Venezuela, sur la rive droite du fleuve Orénoque, à 282 km de son embouchure.

## Historique

Production d'acier de Sidor, de 2007 à 2016.

- 1953 : le gouvernement de Marcos Pérez Jiménez concrétise un projet de création d’une aciérie, sur les bords de l’Orénoque.
- 1960 : Création de l’entreprise publique Sidor;  Sidérurgie de l'Orénoque
- 1997 : Sous la présidence de Rafael Caldera, la Sidor Steel Company est privatisée par le ministre de la Planification Teodoro Petkoff[1] et acquise par l’entreprise argentine Techint.
- 2006 : Ternium-Sidor et le gouvernement vénézuélien négocient, pendant 15 mois, des conventions collectives et n'aboutissent pas.
- 2008 : 15 000 ouvriers[2] se mettent alors en grève pour obtenir la transformation de 9 000 sous-contrats en contrats à durée indéterminée. Devant le refus patronal, catégorique, et malgré l’envoi des forces de l’ordre pour réprimer les grévistes, la grève dura pendant près de 2 mois, avant qu’une sortie de crise soit trouvée. 
En avril, afin de sortir de cette crise, Hugo Chávez révoque son ministre du Travail.
 12 mai : Chavez signe la convention collective et nationalise Sidor qui devient Siderúrgica del Orinoco Alfredo Maneiro[3],[4].
- 2008 : la compensation relative à la nationalisation de l'entreprise, estimée à 800 M$[4], est négociée à 1 650 M$ pour 59,7 % du capital, Termium conservant 10 % de participation[5]

Dix ans après le début de la procédure de nationalisation, la production s'est effondrée de 4,3 Mt à 307 000 t, pour une capacité théorique de 4,6 Mt/an. En mars 2019, 16 000 employés y seraient occupés à « regarder le plafond » au lieu de travailler, l'entreprise ne parvenant pas à produire plus de 300 000 t en 2018. On peut également relever que ces effectifs sont identiques à ceux d'ArcelorMittal en France qui sont, au 1er janvier 2020, de 15 840 salariés (dont 800 chercheurs), mais répartis sur 40 sites de production.